# 恩古吉·瓦·提昂戈
恩古吉·瓦·提昂戈（1938年1月5日—2025年5月28日）是一名肯尼亚作家和学者。他被看作是东非最重要的作家之一。恩古吉曾在耶鲁大学、纽约大学和加利福尼亞大學等教授比较文学。

## 生平

### 早年
1938年出生在内罗毕附近的一个雇农家庭。他的家庭因为矛矛起义被捕，他的一个过继过来的兄弟在被捕时死去，母亲受酷刑折磨。他在基库尤上中学时成为一名虔诚的基督徒。毕业后他在乌干达马凯雷雷大学和英国利兹大学上大学。在那里他发表了他的第一部小说《孩子，你别哭》。

### 教书
恩古吉先在内罗毕大学教英语，后来转到耶鲁大学和阿默斯特學院，此外他是纽约大学的比较文学教授。

### 受迫害
恩古吉自己认为自己是一名反殖民主义作家，因此从1978年开始他用他的母语基库尤语写作，並宣佈放棄了他原來“富殖民色彩的名字”，改成了現時的基庫尤語名字。他的作品然后被翻译成英语和其它许多语言。除他结合了非洲传统戏剧和叙述的作品外恩古吉也因反抗英国殖民政策以及殖民时期结束后反抗丹尼尔·阿拉普·莫伊的统治而出名。
1977年乔莫·肯雅塔政府拿他的剧作《我要在想结婚时结婚》(英文書名為：I Will Marry When I Want)作为借口逮捕他，他被拷打，不经法庭判决就被关押在奈洛比的高安监狱里。他的书和戏剧被禁止。1980年代初经过艰苦斗争他终于在英国获得政治避难。2004年姆瓦伊·齐贝吉政府上台后他才首次回到肯尼亚。但是他的住宅被抢劫，他的妻子被强奸，而且此案至今为止没有调查清楚，因此他回到美国。

### 逝世
2025年5月28日上午，恩古吉去世，享壽87歲。

## 作品

### 小说
- 《孩子，别哭》Weep Not, Child, 1964
- 《大河两岸》The River Between，1965
- 《一粒麦种》A Grain of Wheat, 1967
- 《明天的这个时候》（包括三部剧本《明天的这个时候》《卷轴》《心中的伤口》）This Time Tomorrow (three plays, including the title play, "The Reels", and "The Wound in the Heart") 1970
- 《黑暗中的会议》A Meeting in the Dark，1974
- 《私密生活，和其他故事》Secret Lives, and Other Stories，1976
- 《血染的花瓣》Petals of Blood，1977
- 《魔鬼在十字架上》Caitaani mutharaba-Ini，1980
- 《妈妈，为我唱歌》Mother, Sing For Me, 1986
- 《念巴内内与飞车》Njamba Nene na Mbaathi i Mathagu，1986，儿童文学
- 《马蒂加里》Matigari ，1989
- 《念巴内内的手枪》Bathitoora ya Njamba Nene,1990
- 《乌鸦的向导》Wizard of the Crow，2004

### 戏剧
- 《黑隐士》The Black Hermit，1963
- 《德丹基马蒂的审讯》The Trial of Dedan Kimathi，1976
- 《我要在想结婚时结婚》Ngaahika Ndeenda: Ithaako ria ngerekano，1977

### 散文
- 《似水流年：非洲与加勒比文学》Homecoming: Essays on African and Caribbean Literature，1972
- 《政治漩涡中的作家们》Writers in Politics，1981
- 《民族文化的教育》Education for a National Culture, 1981
- 《扣押：一个作家的狱中杂记》Detained: A Writer's Prison Diary, 1981
- 《筆桿之槍：抵抗新殖民時期肯亞的鎮壓》Barrel of a Pen : Resistance to Repression in Neo-Colonial Kenya ，1983年
- 《反对新殖民主义》Writing against Neo-Colonialism, 1986
- 《置换中心：为文化自由而斗争》Moving the Centre: The Struggle for Cultural Freedom,，1993
- 《笔尖、枪尖、与梦想》Penpoints,Gunpoints,Dreams : The Performance on Literature and Power in Post-Colonial Africa，1999年
- 《撕裂与新事物：一个非洲的复兴》Something Torn and New: An African Renaissance， 2009,
- 《战时的梦想：童年回忆录》Dreams in a Time of War: a Childhood Memoir,2010
- 《在家里解释：回忆录》In the House of the Interpreter: A Memoir, 2012

## 恩古吉·瓦·提昂戈作品在台灣
- 出版方面：至2011/3/29為止，還沒有作品翻譯與出版。
- 研究方面：使用「台灣期刊論文索引系統」搜尋，目前僅找到一篇。陳長房〈《血之花瓣》：恩古基的濁世桃源理想〉，該文發表在1989年9月的《中外文學》。

## 作品在中国的出版
《一粒麦种》，朱庆译，2012年7月，人民文学出版社。
《隱居》，isbn 9787020132363，李坤若楠與酈青譯， 2018年，人民文學出版社。

### 書籍
- 宋國誠，《從邊緣到中心：後殖民文學》，擎松出版。2004年12月初版一刷。